# 8
Aquesta pàgina és per a l'any. Per al nombre, vegeu vuit.

## Esdeveniments
- 3 d'agost - El General romà Tiberi derrota els Dalmacians en el riu Bathinus.[1]
- Vipsania Julia és exiliada.[2]
- Ovidi és desterrat de Roma i exiliat al mar Negre a prop de Tomis.[3]
- Tincomarus és despullat com a rei dels Atrebates en Britania i Eppillus.
- Vonones I es converteix en rei de Pàrtia.[4]
- Comença l'era Chushi de la Dinastia Han a la Xina.
- Wang Mang és el virtual governant de la Xina.

## Necrològiques
- Marc Valeri Messala Corví, general romà.[5]
- Mecenes, conseller d'August